# Rutilio di Lorenzo Manetti

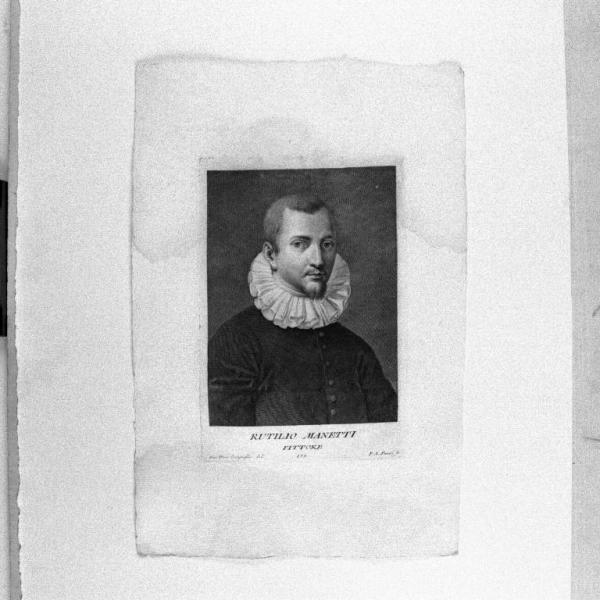
Rutilio di Lorenzo Manetti

Rutilio di Lorenzo Manetti (1571 – 22 de julho de 1639) foi um pintor italiano de fins do Maneirismo e do início do período Barroco, tendo atuado principalmente em Sena.